# وايلدر د. بيكر
وايلدر د. بيكر (بالإنجليزية: Wilder D. Baker)‏ هو ضابط أمريكي، ولد في 22 يوليو 1890 في توبيكا في الولايات المتحدة، وتوفي في 10 نوفمبر 1975 في باي سيتي في الولايات المتحدة.